# Arati Kumar-Rao
Arati Kumar-Rao és una escriptora i fotògrafa índia. El 2023, va publicar el seu llibre Marginlands: Indian landscapes on the Brink i va ser inclosa a la llista de les 100 dones de la BBC.

## Trajectòria
Arati Kumar-Rao va néixer a Bangalore. Va estudiar un Màster en Administració d'Empreses a la Thunderbird School of Global Management, un màster en educació a la Universitat Estatal d'Arizona State i un màster en física a la Universitat de Pune. Després va començar a treballar a Intel. El 2013 va decidir deixar la seva feina i posar-se a escriure sobre paisatges. Al seu blog aTumblr, River Diaries:Brahmaputra, va documentar la llera del riu Brahmaputra. Va caminar amb l'escriptor Paul Salopek pels estats indis de Punjab i el Rajasthan. El 2023, va publicar el seu llibre Marginlands: Indian landscapes on the Brink i va ser afegida a la llista de les 100 dones de la BBC.

## Obres destacades
- Kumar-Rao, Arati. Marginlands: Indian Landscapes on the Brink (en anglès).  Índia: Picador. ISBN 978-9-395-62443-5.